# Louis Lingg
Louis Lingg (Mannheim, 9 septembre 1864 — Chicago, 10 novembre 1887) est un anarchiste allemand qui se suicide dans sa cellule après son arrestation comme agitateur dans l'affaire de l'attentat à la bombe de Haymarket Square.
Il est confectionneur (mais non poseur) de bombes utilisant de la dynamite.

## Biographie et parcours
De parents pauvres, il connaît très vite les désagréments de la misère. À treize ans, un évènement le marque profondément. En hiver, son père qui travaille pour un négociant en bois est occupé dans la scierie de la localité. Une poutre roule sur la glace du Rhin. Le père essaye de la retirer, mais la glace se rompt et il reste immergé. Il est sauvé, mais le froid lui cause une maladie dont il ne se remettra jamais. Son employeur fait ses calculs, commence par réduire son salaire et, dans un deuxième temps, prétextant de mauvaises affaires, le limoge.
Louis Lingg devient menuisier et fait son apprentissage dans la Wanderschaft. Il voyage dans le sud de l’Allemagne et en Suisse. À Berne, il entre en relation avec des anarchistes.
À cette époque, le mouvement anarchiste est à son apogée en Suisse. La propagande par le fait, les attentats contre la police de Vienne battent également son plein, ainsi que les sombres affaires de Merstallinger, Eisert, Lettinger, etc., où Kammerer et Stellmacher sont pendus.
Il arrive à Chicago en 1885 et tout de suite adhère au mouvement anarchiste local, dans lequel il organise la Chicago's Carpenters Union. Il y a dix mois qu’il y est, lorsque se déroulent les faits de Haymarket Square. Le 16 mars 1888, Freiheit publie quelques pensées de Lingg, rédigées en prison.
Il écrit : « S’ils utilisent contre nous des canons, nous utiliserons contre eux la dynamite. » Lingg a consacré son habileté dans l’usage de la dynamite pour faire une tentative de suicide, en se faisant sauter une bombe dans la bouche, à l’intérieur même de sa cellule, le jour précédant son exécution. Il meurt vingt heures plus tard, en novembre.

## Citations
« Qu'est-ce que l'anarchie ? Une existence humaine digne, durant toute notre vie car elle garantit à tous la parfaite liberté individuelle par laquelle les besoins de l'homme sont satisfaits dans la répartition équitable des productions de la communauté.

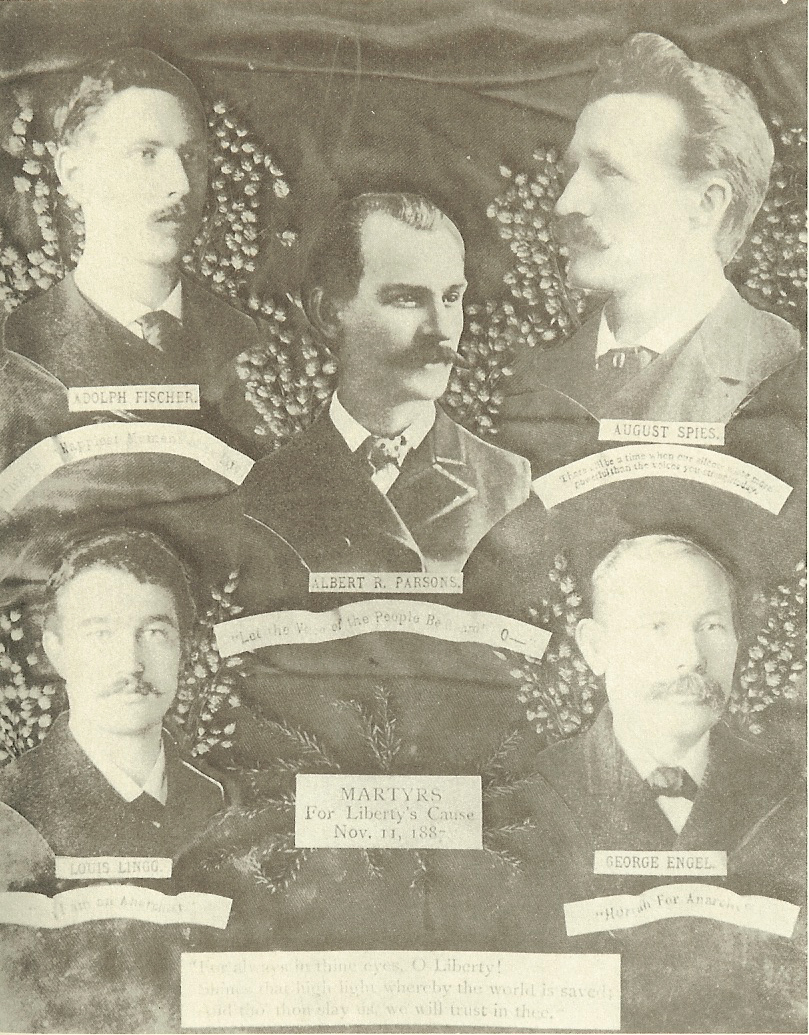
« The Haymarket Martyrs ».

La société libre anarchiste trouve ses limites dans celles de la terre. L'anarchie consiste à garantir la plus grande part de bonheur pour tous. Cet objectif s'obtiendra par l'extirpation totale de la domination. Cette domination est personnifiée par les exploiteurs et les tyrans.
Après l'abolition de la domination, les travailleurs s'organiseront en accord avec leurs capacités et leurs besoins.
La centralisation, c'est-à-dire la soumission des divers groupes de production et de consommation sous le contrôle d'un groupe composé d'individus dominateurs ou d'une majorité de gens autoritaires, n'est pas recommandable car elle établirait une nouvelle domination et rendrait illusoires les objectifs évidents de la société libre et anarchiste. »

Die Freiheit, 16 mars 1888

## Publication
August Spies, Oscar W Neebe, Michael Schwab, Adolf Fischer, Louis Lingg, The famous speeches of the eight Chicago anarchists in court : when asked if they had anything to say why sentence of death should not be passed on them October 7, 8, and 9, 1886, Chicago, Lucy E. Parsons, publisher, 1910, notice.

## Notices
- Notice dans un dictionnaire ou une encyclopédie généraliste :   - Deutsche Biographie
- Notices d'autorité :   - VIAF
  - ISNI
  - LCCN
  - GND
  - Pays-Bas
  - WorldCat
- L'Éphéméride anarchiste : notice biographique.
- L'Éphéméride anarchiste : Massacre de Haymarket Square.